# Tarumizu
Tarumizu (垂水市?) è una città giapponese della prefettura di Kagoshima.